# Челик, Омер
Омер Челик (тур. Ömer Çelik, род. 15 июня 1968, Адана) — турецкий журналист и политик.

## Биография
Родился 15 мая 1968 года в Адане. Окончил университет Гази. Там же получил степень магистра в области политологии.
Работал журналистом и политологом. Позднее вступил в партию справедливости и развития.
В 2002 году был избран членом Великого национального собрания. Переизбирался в 2007, 2011 и 2015 годах.
24 января 2013 года сменил Эртугрула Гюная на посту министра культуры. Занимал этот пост до 28 августа 2015 года. 24 мая 2016 года был назначен министром по делам ЕС и главным переговорщиком по вступлению Турции в Европейский Союз.

### Личная жизнь
Омер Челик не женат.